# قطعنامه ۱۸۱۶ شورای امنیت
قطعنامه ۱۸۱۶ شورای امنیت سازمان ملل متحد که در تاریخ ۰۲ ژوئن ۲۰۰۸ تصویب شد، سندی بین‌المللی دربارهٔ بررسی وضعیت در سومالی است. این قطعنامه طی نشست ۵۹۰۲ام با ۱۵ رای موافق، ۰ مخالف و ۰ ممتنع تصویب شد.